# 吉尔吉斯斯坦共和国民族科学院地震研究所
吉尔吉斯斯坦共和国民族科学院地震研究所（俄语：Научно-исследовательский институт землетрясений Национальной академии наук Кыргызской Республики），是吉尔吉斯斯坦共和国民族科学院直属的科研机构，是吉尔吉斯斯坦的全国地震观测和研究机构。
吉尔吉斯斯坦共和国民族科学院地震研究所的前身是苏联时期的苏联地质部和苏联科学院双重领导的吉尔吉斯科学院地震研究所。该中心的监测范围覆盖吉尔吉斯斯坦全境，并在吉尔吉斯斯坦各地都设立了地震观测台站。

## 历史
作为前苏联境内地震活动最强烈的地区，中亚地区的地震观测始于20世纪初。1950年代前，整个苏联中亚地区设有地震观测台站20余个。1965年，当时的苏联科学院牵头成立了全苏统一地震观测系统委员会，从属于苏联科学院主席团部际地震学和抗震建筑委员会，形成了跨部门、跨加盟共和国的地震观测台站格局。1966年塔什干地震后，地震预测工作被作为苏联科学院大地物理研究所的重要研究课题之一，中亚地区地震观测网迅速扩大。到80年代初，中亚地区已建成各种地震观测台站80多个，其中的小部分分布于吉尔吉斯苏维埃社会主义共和国。
到1984年，地震固定台站数更增加到118个，并建立了地震遥测台网。此时，吉尔吉斯科学院地震研究所共有11个基准地震台和16个区域地震台，同时设立了费尔干纳孕震试验场，作为主要的地球物理研究场地。
苏联解体后，吉尔吉斯斯坦共和国民族科学院地震研究所成为吉尔吉斯斯坦的主要地震观测机构，并继续参加了中亚天山地震国际学术研讨会。

## 业务
作为全国性的地震监测和研究中心，吉尔吉斯斯坦地震研究所下设多个研究部门。同时，该所还经常与哈萨克斯坦国家地震观测与研究中心展开互动与交流，交换信息资料，发送警报信息。
1980年代，吉尔吉斯斯坦建成了一套比较完整的地震监测网络。吉尔吉斯斯坦地震台网分为地震台、试验场、流动观测队三个部分。此外，吉尔吉斯斯坦还进行了地震预报研究、深部构造研究等多个研究项目。
吉尔吉斯斯坦测震台网主要部署在城镇、厂矿、试验场等关键地域。并对地形变等、生物前兆等15个地震前兆要素进行观测，并对震源区岩石演变过程的动力学参数进行了长期观测。
吉尔吉斯斯坦地震观测和研究中心还积极寻求解决各类区域性问题。对经济建设、重要工业军事设施、各水利枢纽和大型水电站进行观测，并编制详细的烈度区划图。